# Tedania anhelans
Tedania anhelans är en svampdjursart som först beskrevs av Lieberkühn 1859.  Tedania anhelans ingår i släktet Tedania och familjen Tedaniidae.
Artens utbredningsområde är Kroatien. Inga underarter finns listade i Catalogue of Life.